# Lulzim Tafa
Lulzim (Lulëzim) Tafa (ur. 2 lutego 1970 w Lipljanie) – kosowski poeta, laureat licznych prestiżowych międzynarodowych nagród literackich.
Utwory jego autorstwa zostały przetłumaczone na liczne języki: angielski, niemiecki, włoski, serbski, chorwacki, francuski, bośniacki, czarnogórski, turecki, grecki, rumuński, romski, szwedzki, arabski, macedoński, rosyjski, węgierski, słoweński oraz ukraiński. Jego dorobek został doceniony przez czarnogórskich krytyków oraz także przez pisarzy Jevrema Brkovicia i Miraša Martinovicia, który uznał Tafę za jednego z najwybitniejszych bałkańskich pisarzy.

## Życiorys
Ukończył studia licencjackie oraz magisterskie na Wydziale Prawa Uniwersytetu w Prisztinie, następnie doktoryzował się na Wydziale Prawa Uniwersytetu w Sarajewie. Pracował następnie jako profesor uniwersytecki, a w latach 2012–2020 pełnił funkcję rektora Uniwersytetu AAB w Prisztinie.
Należy do Europejskiej Akademii i Sztuk Pięknych, Akademii Nauk Albanii oraz Akademii Sztuki i Literatury we Francji.

## Wybrane książki[1][3]
- Gjaku nuk bëhet ujë (1993)
- Metaforë e pikëlluar (1995)
- Planeti Babiloni (1997)
- Vdekja çon fjalë (1998)
- I kam edhe dy fjalë (2012)[8]
- Shtini n’dhe këto fjalë (2015)[8]
- Flirt (2019)[8]

## Nagrody
- nagroda Ramadana Sinaniego (2015)[9][10]
- Międzynarodowa Nagroda Radovana Zogovicia (2017)[11]
- Międzynarodowa Nagroda Mihaia Eminescu (2018)[12][13][14]
- Neruda 2019 (2019)[15]
- nagroda literacka Naji Naaman (2019)[16]
- nagroda Aleksandra Wielkiego[8]

## Odznaczenia
- Medal Zasługi (2018)[12][17]
- Order Jerzego Zwycięzcy (2022)[18]
- Oficer Orderu Sztuki i Literatury (2023)[19][20]

## Życie prywatne
Mieszka w Prisztinie.